# 安藤信周
安藤 信周（あんどう のぶちか）は、江戸時代中期の旗本。官位は従五位下・大和守。

## 略歴
安藤重常（上野国高崎藩2代藩主・安藤重長の三男）の次男。高崎藩主から美濃国加納藩初代藩主に転じた安藤信友の養子となる。
初め、父・重常の家督である4600石（旗本）を宝永7年（1710年）に相続する。享保4年（1719年）、小普請組支配。翌享保5年（1720年）、布衣を許された。享保9年（1724年）、小姓組番頭に転じる。享保11年（1726年）、信友の次男・信易が夭折したため、養子となって安藤家嫡子の座に就いたが、翌年死去した。5年後に、長男・信尹が嫡孫承祖により家督を相続する。

## 系譜
- 父：安藤重常
- 母：不詳
- 養父：安藤信友（1671年 - 1732年）
- 正室：安藤信友養女 - 長島瑞得の娘
- 生母不明の子女
  - 長男：安藤信尹（1717年 - 1771年）
  - 女子：安藤広猛正室
  - 女子：安藤信友養女 - 藤堂高朗正室
  - 女子：大久保忠胤養女 - 戸沢正勝正室